# 9141 Kapur
9141 Kapur è un asteroide della fascia principale. Scoperto nel 1977, presenta un'orbita caratterizzata da un semiasse maggiore pari a 3,1819259 UA e da un'eccentricità di 0,1798753, inclinata di 12,94004° rispetto all'eclittica.